# Liste von Bergen und Erhebungen des Taunus

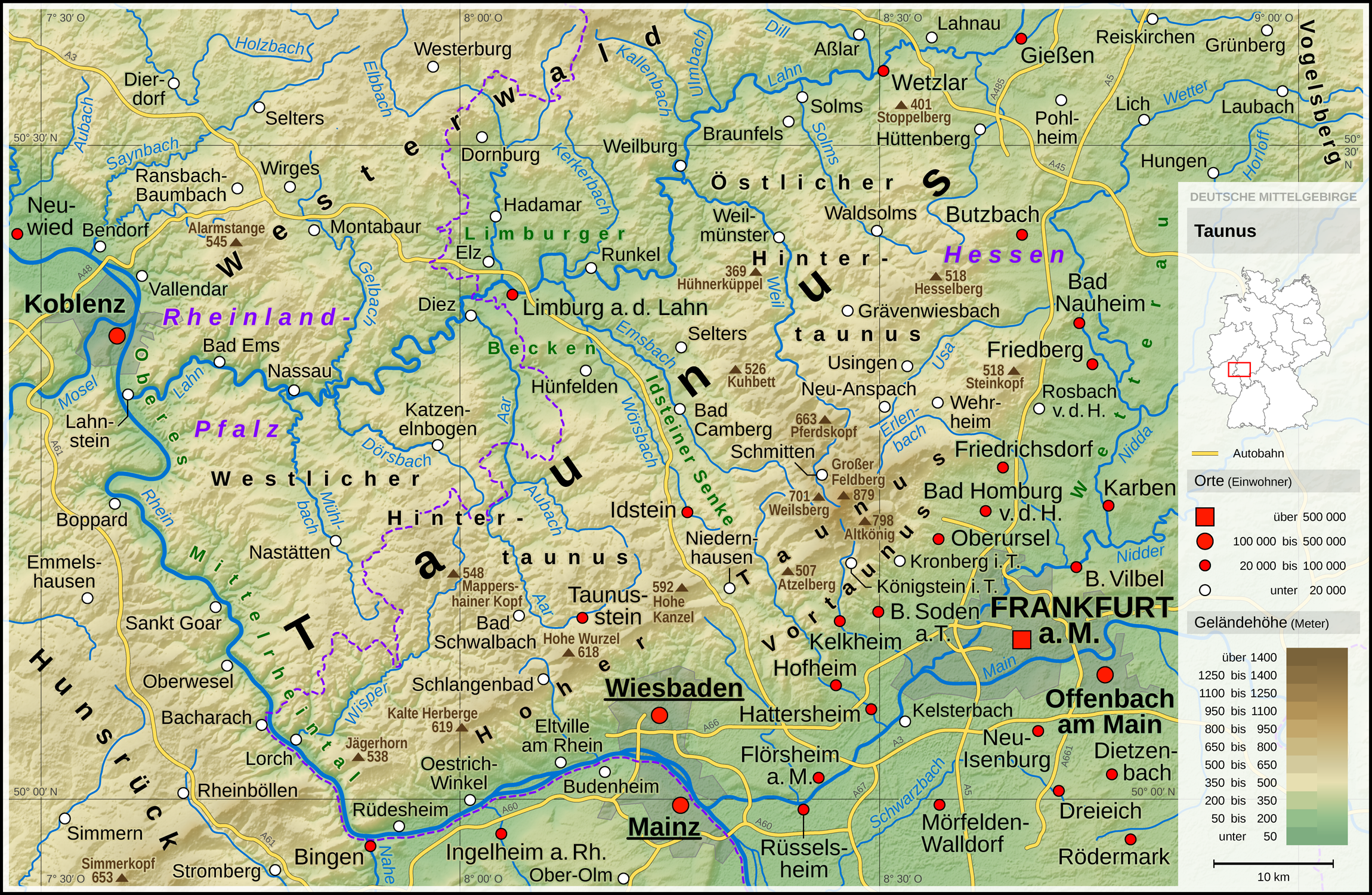
Topografische Karte des Taunus

Die Liste von Bergen und Erhebungen des Taunus enthält eine Auswahl der Berge und Erhebungen sowie deren Ausläufer des in Hessen und Rheinland-Pfalz (Deutschland) gelegenen und zum Rheinischen Schiefergebirge gehörenden Mittelgebirges Taunus, sowie jenen in den Naturparks Taunus (früher Hochtaunus), Nassau und Rhein-Taunus.
Siehe auch:
– Liste von Bergen des Rheinischen Schiefergebirges
– Liste von Bergen und Erhebungen in Hessen
– Liste von Bergen in Rheinland-Pfalz
Fünf Spalten der in der Ausgangsansicht absteigend nach Höhe in Meter (m) über Normalhöhennull (NHN; wenn nicht anders angegeben laut ) sortierten Tabelle sind durch Klick auf die Symbole bei ihren Überschriften sortierbar. In der Spalte „Berg, Erhebung, Ausläufer“ sind Alternativnamen in Klammern gesetzt, kleingedruckt und kursiv geschrieben. In dieser Spalte stehen bei mehrmals vorkommenden, gleichnamigen Eintragungen kleingedruckt und in Klammern gesetzt zur Unterscheidung jeweils der/die Name/n der Ortschaft/en zudem das Objekt gehört.
Die in der Tabelle verwendeten Abkürzungen sind unten erläutert.
| Berg, Erhebung, Ausläufer                                         | Höhe (m)               | Naturraum/-räume; Naturpark/e                       | Lage Ortschaft/en (bei/zwischen)                                     | Land- kreis/e, kreis- freie Städte (s. u.) | Land (s. u.)       | Kommentar/e, Ort von… | Bild |
| ----------------------------------------------------------------- | ---------------------- | --------------------------------------------------- | -------------------------------------------------------------------- | ------------------------------------------ | ------------------ | --- | --- |
| Großer Feldberg                                                   | 879,00                 | Hoher Taunus; NP Taunus                             | Niederreifenberg                                                     | HG                                         | HE                 | Höchster Berg in Taunus und Rheinischem Schiefergebirge; AT Großer Feldberg und Sendeanlagen Feldberg; nahe: OR Limes mit Rk Kleiner Feldberg         | Großer Feldberg vom Hintertaunus aus dem Niedgesbachtal betrachtet |
| Kleiner Feldberg                                                  | 825,20                 | Hoher Taunus; NP Taunus                             | Falkenstein, Glashütten, Niederreifenberg                            | HG                                         | HE                 | Taunusobservatorium, Neumann-Sternwarte; nahe: OR Limes mit Rk Kleiner Feldberg                                                                       | Blick vom Aussichtsturm auf dem Großen Feldberg nach Südwesten zum Kleinen Feldberg |
| Altkönig                                                          | 798,20                 | Hoher Taunus; NP Taunus                             | Falkenstein, Kronberg                                                | HG                                         | HE                 | Ringwall | Blick von der Frankfurter Straße in Richtung Kronberg zum Altkönig |
| Weilsberg                                                         | 700,70                 | Östlicher Hintertaunus; NP Taunus                   | Niederreifenberg                                                     | HG                                         | HE                 | Höchster Berg im östlichen Hintertaunus | Weilsberg (rechts) neben Kleiner Feldberg (links) über dem Ort Niederreifenberg |
| Glaskopf                                                          | 686,80                 | Hoher Taunus; NP Taunus                             | Glashütten                                                           | HG                                         | HE                 | | Glaskopf mit Glashütten |
| Kolbenberg                                                        | 684,00                 | Hoher Taunus; NP Taunus                             | Oberursel                                                            | HG                                         | HE                 | Fernmeldeturm; nahe: OR Limes mit Rk Altes Jagdhaus                                                                                                   | Blick vom Aussichtsturm Pferdskopf zum Kolbenberg mit Sendemast im Taunushauptkamm. |
| Klingenkopf                                                       | 682,70                 | Hoher Taunus; NP Taunus                             | Bad Homburg vor der Höhe, Neu-Anspach                                | HG                                         | HE                 | | Rekonstruierte Fundamente des Steinturms Klingenkopf |
| Dillenberg                                                        | 682,40                 | Östlicher Hintertaunus; NP Taunus                   | Oberreifenberg (Siegfriedsiedlung)                                   | HG                                         | HE                 | | Dillenberg über den Häusern der Siegfriedsiedlung am östlichen Ortsrand Oberreifenbergs. |
| Sängelberg                                                        | 665,00                 | Östlicher Hintertaunus; NP Taunus                   | Arnoldshain, Oberreifenberg, Schmitten im Taunus, Seelenberg         | HG                                         | HE                 | nahe: Burgruine Hattstein | Sängelberg über Oberreifenberg vom Hühnerberg bzw. Hühnerstraße gesehen, aus Richtung Südsüdost. |
| Pferdskopf                                                        | 662,60                 | Östlicher Hintertaunus; NP Taunus                   | Schmitten im Taunus, Treisberg                                       | HG                                         | HE                 | Aussichtsturm Pferdskopf | Blick von anderer Seite des Weiltals zum Pferdskopf |
| Weißeberg                                                         | 660,20                 | Östlicher Hintertaunus; NP Taunus                   | Hegewiese                                                            | HG                                         | HE                 | | |
| Krimmelberg                                                       | 639,70                 | Östlicher Hintertaunus; NP Taunus                   | Arnoldshain, Hegewiese, Oberreifenberg                               | HG                                         | HE                 | | |
| Hühnerberg                                                        | 636,00                 | Östlicher Hintertaunus; NP Taunus                   | Oberems, Niederreifenberg                                            | HG                                         | HE                 | | Hühnerberg |
| Junkernberg                                                       | 636,00                 | Östlicher Hintertaunus; NP Taunus                   | Arnoldshain, Hegewiese, Oberreifenberg                               | HG                                         | HE                 | | Junkernberg (links) von Norden; rechts der Arnoldshainer Wisenhang |
| Roßkopf                                                           | 635,00 bis,00 640,00   | Hoher Taunus; NP Taunus                             | Dornholzhausen, Obernhain                                            | HG                                         | HE                 | OR Limes, Ringwall Roßkopf, Sendemast | Taunuskamm mit Wehrheimer Ortsteil Obernhain und Roßkopf (Mitte rechts) |
| Weiße Mauer (Altkönig-Nk)                                         | 634,00                 | Hoher Taunus; NP Taunus                             | Oberursel                                                            | HG                                         | HE                 | Eiszeitliches Quarzit-Feld | Weiße Mauer |
| Fauleberg                                                         | 633,40                 | Östlicher Hintertaunus; NP Taunus                   | Anspach, Arnoldshain, Hegewiese                                      | HG                                         | HE                 | | |
| Großer Eichwald                                                   | 633,20                 | Östlicher Hintertaunus; NP Taunus                   | Arnoldshain, Dorfweil, Hegewiese, Schmitten im Taunus                | HG                                         | HE                 | | Großer Eichwald |
| Kieshübel (Roßkopf-Nk)                                            | 632,80                 | Hoher Taunus; NP Taunus                             | Dornholzhausen, Obernhain                                            | HG                                         | HE                 | OR Limes | |
| Windhain                                                          | 629,30                 | Östlicher Hintertaunus; NP Rhein-Taunus             | Seelenberg, Wüstems                                                  | HG, RÜD                                    | HE                 | Höchste Stelle im Rheingau-Taunus-Kreis | Windhain, von Reinborn, aus Richtung Westen gesehen, über den Häusern von Wüstems. |
| Burgberg                                                          | 626,00                 | Östlicher Hintertaunus; NP Taunus                   | Oberreifenberg                                                       | HG                                         | HE                 | Burg Reifenberg | |
| Mehlbusch                                                         | 625,70                 | Östlicher Hintertaunus; NP Taunus                   | Mauloff                                                              | HG                                         | HE                 | Waldgebiet Mehlbusch; Sendemast | Berg 'Mehlbusch' aus Richtung Süden, von Wüstems, gesehen |
| Eichkopf (Dornholzhausen) (Klingenkopf-Nk)                        | 620,20                 | Hoher Taunus; NP Taunus                             | Dornholzhausen, Neu-Anspach                                          | HG                                         | HE                 | OR Limes mit Rk Heidenstock | |
| Kalte Herberge                                                    | 619,30                 | Hoher Taunus; NP Rhein-Taunus                       | Hallgarten                                                           | RÜD                                        | HE                 | Höchster Berg des Rheingaugebirges | Blick von Bubenhäuser Höhe bei Eltville nach Westen auf Hallgarter Zange, Kalte Herberge und Erbacher Kopf |
| Bremer Berg (Grünschiebel)                                        | 618,90                 | Östlicher Hintertaunus; NP Taunus                   | Mauloff                                                              | HG                                         | HE                 | Der Bremer Berg wird auf vielen Karten alternativ oder ausschließlich als Grünschiebel bezeichnet.                                                    | Bremer Berg links und rechts der Pfaffenkopf mit dem Breiteberg daneben. Davor die Hochscholle bei Mauloff. Mittig rechts die Idsteiner Senke (Goldener Grund) |
| Hohe Wurzel                                                       | 617,90                 | Hoher Taunus; NP Rhein-Taunus                       | Seitzenhahn, Schlangenbad, Wambach                                   | RÜD                                        | HE                 | Fernmeldeturm Hohe Wurzel | Die Hohe Wurzel (mit Fernmeldeturm) von Westen, davor (im Tal) Wambach, vorne Bärstadt, links am Bildrand der Große Feldberg |
| Hollerkopf (Kieshübel-Nk)                                         | 615,50                 | Hoher Taunus; NP Taunus                             | Dornholzhausen                                                       | HG                                         | HE                 | | |
| Judenkopf                                                         | 613,80                 | Östlicher Hintertaunus; NP Taunus                   | Schmitten im Taunus, Seelenberg                                      | HG                                         | HE                 | | Judenkopf über Seelenberg, vom Windhain gesehen; rechts dahinter der Pfaffenrod (Taunus) |
| Moosheck (Hühnerberg-Nk)                                          | 609,00                 | Östlicher Hintertaunus; NP Taunus                   | Oberems, Niederreifenberg                                            | HG                                         | HE                 | | Moosheck (links) neben der Südkuppe des Windhain (rechts) aus Richtung Seelenberg betrachtet; dazwischen der Pass Kittelhütte |
| Einsiedler (Roßkopf-Nk)                                           | 606,60                 | Hoher Taunus; NP Taunus                             | Dornholzhausen, Neu-Anspach                                          | HG                                         | HE                 | OR Limes | |
| Pfaffenrod (Pfaffenberg) (s. a. Pfaffenkopf)                      | 596,20                 | Östlicher Hintertaunus; NP Taunus                   | Arnoldshain                                                          | HG                                         | HE                 | | Blick vom Pferdskopf-Aussichtsturm zum Pfaffenrod im Vordergrund, im Hintergrund Großer Feldberg. |
| Feldkopf                                                          | 596,00                 | Östlicher Hintertaunus; NP Taunus                   | Schmitten im Taunus                                                  | HG                                         | HE                 | | |
| Klingenberg (s. a. Klingenkopf)                                   | 595,90                 | Östlicher Hintertaunus; NP Taunus                   | Anspach, Hegewiese                                                   | HG                                         | HE                 | | |
| Hohe Kanzel                                                       | 591,80                 | Hoher Taunus; NP Rhein-Taunus                       | Engenhahn, Königshofen, Naurod                                       | RÜD, RÜD, WI                               | HE                 | | Gipfelstein auf Hoher Kanzel |
| Herzberg                                                          | 591,40                 | Hoher Taunus; NP Taunus                             | Dornholzhausen                                                       | HG                                         | HE                 | AT Herzbergturm | Blick von Bad Homburg zum Herzberg |
| Pfaffenkopf (s. a. Pfaffenrod)                                    | 586,90                 | Östlicher Hintertaunus; NP Taunus                   | Mauloff                                                              | HG                                         | HE                 | | Pfaffenkopf von Süden gesehen, über den Dächern von Reichenbach (links); im Vordergrund rechts steigt der Berg Burg an, auf dem sich der Ringwall Waldems befindet. |
| Heckenberg (Windhain-Nk)                                          | 584,00                 | Östlicher Hintertaunus; NP Taunus                   | Mauloff, Seelenberg                                                  | HG                                         | HE                 | | |
| Biemerberg                                                        | 582,20                 | Östlicher Hintertaunus; NP Taunus                   | Anspach, Arnoldshain, Dorfweil                                       | HG                                         | HE                 | | Biemerberg, vom Westen gesehen (der anderen Seite von Aubach) |
| Hallgarter Zange                                                  | 580,50                 | Hoher Taunus; NP Rhein-Taunus                       | Hallgarten                                                           | RÜD                                        | HE                 | Aussichtsturm und Ausflugslokal | Blick von Anhöhe bei Johannisberg nach Osten über Weinberge von Oestrich-Winkel mit Schloss Vollrads und Hallgarter Zange |
| Erbacher Kopf                                                     | 579,80                 | Hoher Taunus; NP Rhein-Taunus                       | Hattenheim, Kiedrich                                                 | RÜD                                        | HE                 | | Rheingaugebirge mit Erbacher Kopf |
| Langhals                                                          | 573,50                 | Östlicher Hintertaunus; NP Taunus                   | Anspach, Dorfweil                                                    | HG                                         | HE                 | | Langhals, vom Südwesten gesehen |
| Steinkopf (Königstein)                                            | 569,80                 | Hoher Taunus; NP Taunus                             | Königstein                                                           | HG                                         | HE                 | | Steinkopf (rechts) neben Eichkopf (Ruppertshain), von Südost gesehen |
| Eichkopf (Ruppertshain)                                           | 563,30                 | Hoher Taunus; NP Taunus                             | Ruppertshain, Schloßborn                                             | MTK, HG                                    | HE                 | Höchster Berg im Main-Taunus-Kreis | Eichkopf (Ruppertshain), rechts im Bildmittelgrund aus Südwesten gesehen vom Atzelberg. Dahinter der Altkönig, in der Hintergrundmitte Großer Feldberg, links davon der Glaskopf über dem Ort Glashütten. |
| Breiteberg                                                        | 562,50                 | Östlicher Hintertaunus; NP Taunus                   | Mauloff, Riedelbach                                                  | HG                                         | HE                 | | |
| Schellenberg                                                      | 554,30                 | Östlicher Hintertaunus; NP Taunus                   | Arnoldshain, Dorfweil, Schmitten im Taunus                           | HG                                         | HE                 | | Wiegefelsen am Schellenberg |
| Mappershainer Kopf                                                | 548,00                 | Westlicher Hintertaunus; NP Rhein-Taunus            | Mappershain                                                          | RÜD                                        | HE                 | Höchster Berg im westlichen Hintertaunus | Mappershainer Kopf (mittig), davor Langschied |
| Dreibornsköpfe                                                    | 547,60                 | Hoher Taunus; NP Rhein-Taunus                       | Hausen v.d. Höhe                                                     | RÜD                                        | HE                 | Ringwall Dreibornskopf | Blick von der Großen Hub bei Eltville am Rhein über die Bubenhäuser Höhe hinweg (mit dem Tempelchen) nordwestwärts zu den bewaldeten Dreibornsköpfen |
| Biegel                                                            | 547,40                 | Hoher Taunus; NP Rhein-Taunus                       | Bleidenstadt, Klarenthal                                             | RÜD, WI                                    | HE                 | | |
| Wolfsküppel                                                       | 545,10                 | Östlicher Hintertaunus; NP Taunus                   | Altweilnau, Finsternthal, Neuweilnau, Riedelbach, Treisberg          | HG                                         | HE                 | | Blick vom Aussichtsturm auf dem Pferdskopf zum Wolsküppel (mittig) mit Dorf Riedelbach (links) |
| Grauer Kopf (Laufenselden)                                        | 543,40                 | Westlicher Hintertaunus; NP Rhein-Taunus, NP Nassau | Berndroth, Grebenroth, Holzhausen, Laufenselden, Martenroth, Rettert | EMS, RÜD, EMS, RÜD, EMS                    | RP, HE, RP, HE, RP | OR Limes mit Kastell Holzhausen auf Nordwest- bis Nordhang; höchste Stelle (527 m) im rheinland-pfälzischen Teil des Taunus auf Nordwesthang          | Grauer Kopf aus Richtung Holzhausen an der Haide |
| Lindenberg                                                        | 541,30                 | Hoher Taunus; NP Taunus                             | Oberstedten                                                          | HG                                         | HE                 | | |
| Romberg                                                           | 540,60                 | Hoher Taunus; NP Taunus                             | Königstein                                                           | HG                                         | HE                 | | Links: Romberg, rechts: Burgberg Königstein von Süden |
| Rassel                                                            | 539,40                 | Hoher Taunus; NP Rhein-Taunus                       | Naurod, Rambach                                                      | WI                                         | HE                 | | Gipfel der Rassel |
| Jägerhorn                                                         | 537,80                 | Hoher Taunus; NP Rhein-Taunus                       | Aulhausen, Presberg                                                  | RÜD                                        | HE                 | | |
| Gesteinteheck                                                     | 537,20                 | Westlicher Hintertaunus; NP Rhein-Taunus            | Egenroth, Laufenselden                                               | RÜD                                        | HE                 | | Kemeler Rücken mit Gesteinteheck (links; hinter Sendemast auf Schönauer Küppel), Grauem Kopf (rechts) und Häusern von Laufenselden (vorne) |
| Eichelberg (Wehen)                                                | 535,40                 | Hoher Taunus; NP Rhein-Taunus                       | Wehen, Wiesbaden                                                     | RÜD                                        | HE                 | im Taunushauptkamm | |
| Neunzehntberg                                                     | 530,00                 | Westlicher Hintertaunus; NP Rhein-Taunus            | Bad Schwalbach, Fischbach                                            | RÜD                                        | HE                 | | Neunzehntberg, linker Gipfel, vorne das tiefeingeschnittene Fischbachtal |
| Kuhbett                                                           | 525,60                 | Östlicher Hintertaunus; NP Taunus                   | Hasselbach, Schwickershausen                                         | HG, LM                                     | HE                 | nahe: Eichelbacher Hof (Herrenhaus) | Kuhbett im östlichen Hintertaunus |
| Rabenkopf (Oestrich)                                              | 523,00                 | Hoher Taunus; NP Rhein-Taunus                       | Oestrich                                                             | RÜD                                        | HE                 | | |
| Bienkopf                                                          | 521,90                 | Westlicher Hintertaunus; NP Rhein-Taunus            | Bärstadt, Fischbach, Wambach                                         | RÜD                                        | HE                 | | |
| Steinhaufen                                                       | 530,50                 | Hoher Taunus; NP Rhein-Taunus                       | Wehen, Wiesbaden                                                     | RÜD, WI                                    | HE                 | nahe: Jagdschloss Platte | |
| Hesselberg (Bodenrod)                                             | 518,00                 | Östlicher Hintertaunus; NP Taunus                   | Bodenrod                                                             | FB                                         | HE                 | | Blick vom Hausbergturm zum Hesselberg |
| Steinkopf (Ober-Rosbach)                                          | 518,00                 | Hoher Taunus; NP Taunus                             | Ober-Rosbach                                                         | FB                                         | HE                 | Fernmeldeturm Steinkopf | Blick von Karben zum Steinkopf mit Fernmeldeturm |
| Eschenhahner Heide                                                | 518,00                 | Hoher Taunus; NP Rhein-Taunus                       | Engenhahn, Eschenhahn                                                | RÜD                                        | HE                 | | |
| Grauer Kopf (Zorn)                                                | 517,90                 | Westlicher Hintertaunus; NP Rhein-Taunus            | Zorn                                                                 | RÜD                                        | HE                 | Sendemast | Blick von Nordwesten bei Niedermeilingen über Obermeilingen zum Grauen Kopf |
| Nickel                                                            | 517,30                 | Hoher Taunus; NP Rhein-Taunus                       | Lenzhahn, Oberjosbach                                                | RÜD                                        | HE                 | | Blick > Nord |
| Rossert                                                           | 515,90                 | Vordertaunus; NP Taunus                             | Eppenhain                                                            | MTK                                        | HE                 | NSG und FFH-Gebiet Rossert-Hainkopf-Dachsbau | Rossert und nördliche Nebenkuppe, rechts der Atzelberg mit Fernmeldeturm |
| Dachskopf (Steinkopf-Nk) (s. a. Dachsköpfe)                       | 512,60                 | Hoher Taunus; NP Taunus                             | Ockstadt                                                             | FB                                         | HE                 | | |
| Stückelberg                                                       | 509,70                 | Östlicher Hintertaunus; NP Taunus                   | Dombach                                                              | LM                                         | HE                 | | Stückelberg im östlichen Hintertaunus, davor Dombach |
| Atzelberg                                                         | 506,70                 | Hoher Taunus; NP Taunus                             | Ruppertshain                                                         | MTK                                        | HE                 | Fernmeldeturm, AT Atzelbergturm | Atzelberg mit Aussichts- und Fernmeldeturm, links Ehlhalten, rechts Eppenhain; (von Westen gesehen) |
| Gickel (Hesselberg-Nk) (s. a. Gickelsburg)                        | 505,10                 | Östlicher Hintertaunus; NP Taunus                   | Bodenrod                                                             | FB                                         | HE                 | | Gickel vom Hausbergturm |
| Hundskopf                                                         | 503,80                 | Westlicher Hintertaunus; NP Rhein-Taunus            | Bärstadt, Fischbach                                                  | RÜD                                        | HE                 | | |
| Galgenkopf                                                        | 504,20                 | Westlicher Hintertaunus; NP Rhein-Taunus            | Heimbach, Kemel, Lindschied                                          | RÜD                                        | HE                 | | |
| Hirschberg                                                        | 504,00                 | Östlicher Hintertaunus; NP Taunus                   | Hunoldstal, Merzhausen                                               | HG                                         | HE                 | | |
| Hardt                                                             | 502,40                 | Östlicher Hintertaunus; NP Taunus                   | Brombach, Dorfweil, Neu-Anspach                                      | HG                                         | HE                 | | |
| Altenstein                                                        | 500,60                 | Hoher Taunus; NP Rhein-Taunus                       | Hahn                                                                 | RÜD                                        | HE                 | ND Altenstein, ND Spitzenstein, Ringwall Altenstein                                                                                                   | Altenstein |
| Zimmersköpfe                                                      | 500,20                 | Hoher Taunus; NP Rhein-Taunus                       | Presberg, Stephanshausen                                             | RÜD                                        | HE                 | Westkuppe (500,2 m); Ostkuppe (475,3 m) | |
| Heidekopf (Nk vom Erbacher Kopf)                                  | 500,00                 | Hoher Taunus; NP Rhein-Taunus                       | Hattenheim, Kiedrich                                                 | RÜD                                        | HE                 | | |
| Kuhkopf (Steinkopf-Nk)                                            | 500,00                 | Hoher Taunus; NP Taunus                             | Ockstadt                                                             | FB                                         | HE                 | etwa 1/2 km westlich OR Limes mit Rk Ockstädter Wald und etwa 1 km südwestlich OR Limes mit Rk Kapersburg flacher Gipfel mit Aussichtspunkt im Westen | |
| Burghain Falkenstein (Falkenstein)                                | 498,70                 | Vordertaunus; NP Taunus                             | Falkenstein, Königstein                                              | HG                                         | HE                 | Burgruine Falkenstein | Blick von der Burg Eppstein zur Burgruine Königstein mit Burghain und Burgruine Falkenstein im Hintergrund |
| Großer Lindenkopf (Nickel-Nk)                                     | 498,70                 | Hoher Taunus; NP Rhein-Taunus, Eichelberger Mark    | Oberjosbach                                                          | RÜD                                        | HE                 | Höchster Berg der Eichelberger Mark | Gipfel des Großen Lindenkopfs, Blickrichtung Nordost |
| Waldburghöhe                                                      | 496,00                 | Hoher Taunus; NP Rhein-Taunus                       | Aulhausen, Presberg                                                  | RÜD                                        | HE                 | | |
| Hansenkopf                                                        | 495,00                 | Hoher Taunus; NP Rhein-Taunus                       | Schlangenbad                                                         | RÜD                                        | HE                 | | Vorne Rauenthal, in der Mitte der Hansenkopf |
| Buchwaldskopf (Nickel-Nk)                                         | 492,00                 | Hoher Taunus; NP Rhein-Taunus, Eichelberger Mark    | Oberjosbach                                                          | RÜD                                        | HE                 | | Buchwaldskopf über Oberjosbach von Südosten (unterhalb Hammersberg/Küppel (Ehlhalten)) |
| Goldgrube                                                         | 492,00                 | Hoher Taunus; NP Taunus                             | Oberursel                                                            | HG                                         | HE                 | nahe: Heidetränk-Oppidum | Goldgrubenfelsen von Südwesten |
| Hainbuchenkopf                                                    | 492,00                 | Östlicher Hintertaunus; NP Taunus                   | Bodenrod, Espa, Weiperfelden                                         | FB, GI, LDK                                | HE                 | | |
| Hinterster Kopf                                                   | 491,10                 | Östlicher Hintertaunus; NP Taunus                   | Bodenrod, Espa, Weiperfelden                                         | FB, GI, LDK                                | HE                 | | |
| Galgenkopf                                                        | 490,90                 | Westlicher Hintertaunus; NP Rhein-Taunus            | Bärstadt                                                             | RÜD                                        | HE                 | | |
| Kopf                                                              | 490,50                 | Hoher Taunus; NP Rhein-Taunus                       | Bärstadt, Schlangenbad, Wambach                                      | RÜD                                        | HE                 | | |
| Zorner Kopf                                                       | 487,90                 | Westlicher Hintertaunus                             | Strüth, Welterod                                                     | EMS                                        | RP                 | | |
| Galgenkuppel                                                      | 486,80                 | Westlicher Hintertaunus                             | Strüth, Weidenbach                                                   | EMS                                        | RP                 | | |
| Hausberg                                                          | 485,70                 | Östlicher Hintertaunus; NP Taunus                   | Espa, Hausen-Oes, Hoch-Weisel                                        | GI, FB, FB                                 | HE                 | AT Hausbergturm, Ringwall-Anlagen | Blick von Süden zum Hausberg |
| Donnerskopf (Doko)                                                | 485,20                 | Östlicher Hintertaunus; NP Taunus                   | Bodenrod                                                             | FB                                         | HE                 | Warnamt VI. (derzeit VCP-Zentrum) | |
| Hopfenstein                                                       | 485,00                 | Westlicher Hintertaunus; NP Rhein-Taunus            | Orlen, Wingsbach                                                     | RÜD                                        | HE                 | | |
| Nesselberg                                                        | 485,00                 | Östlicher Hintertaunus; NP Taunus                   | Brombach, Hunoldstal, Rod am Berg                                    | HG                                         | HE                 | | |
| Ziegenkopf                                                        | 485,00                 | Westlicher Hintertaunus                             | Welterod                                                             | EMS                                        | RP                 | | |
| Saukopf                                                           | 485,00                 | Hoher Taunus                                        | Ober-Rosbach                                                         | FB                                         | HE                 | nahe: Rk Kapersburg (KD) | |
| Winterstein (Steinkopf-Nk)                                        | 482,30                 | Hoher Taunus; NP Taunus                             | Friedrichsthal, Ober-Mörlen, Ober-Rosbach, Ockstadt                  | HG, FB, FB, FB                             | HE                 | AT Wintersteinturm (Plattformhöhe 498,41 m) | |
| Maisel                                                            | 482,20                 | Östlicher Hintertaunus; NP Taunus                   | Glashütten                                                           | HG                                         | HE                 | Wohngebiet von Glashütten; nahe: OR Limes mit Rk Maisel                                                                                               | |
| Bleibeskopf                                                       | 480,10                 | Hoher Taunus; NP Taunus                             | Dornholzhausen                                                       | HG                                         | HE                 | Ringwall Bleibeskopf | Obere Felsgruppe am Bleibeskopf |
| Hohler Stein                                                      | 479,00                 | Hoher Taunus; NP Rhein-Taunus                       | Oberseelbach, Gemeinde Niedernhausen                                 | RÜD                                        | HE                 | ND Felsen aus Quarzit | Blick nach Westen |
| Hörkopf (Stephanshausen)                                          | 474,20                 | Hoher Taunus; NP Rhein-Taunus                       | Geroldstein, Stephanshausen                                          | RÜD                                        | HE                 | | |
| Gaulskopf (Espa)                                                  | 474,00                 | Östlicher Hintertaunus; NP Taunus                   | Espa                                                                 | GI                                         | HE                 | | Blick vom Aussichtsturm auf dem Hausberg zum Gaulskopf, davor Espa |
| Kellerskopf                                                       | 474,00                 | Hoher Taunus; NP Rhein-Taunus                       | Naurod                                                               | WI                                         | HE                 | Aussichtsturm und Berggasthof | Kellerskopf mit Aussichtsturm |
| Hahnkopf                                                          | 473,60                 | Westlicher Hintertaunus; NP Rhein-Taunus            | Dickschied, Springen                                                 | RÜD                                        | HE                 | | |
| Scheid (Ehrenbach)                                                | 471,90                 | Westlicher Hintertaunus; NP Rhein-Taunus            | Ehrenbach, Oberlibbach                                               | RÜD                                        | HE                 | | |
| Häuserstein                                                       | 471,00                 | Östlicher Hintertaunus; NP Rhein-Taunus             | Steinfischbach                                                       | RÜD                                        | HE                 | | |
| Gickelsburg (Gickelsberg) (s. a. Gickel)                          | 470,90                 | Hoher Taunus; NP Taunus                             | Friedrichsdorf                                                       | HG                                         | HE                 | Ringwall; nahe: Rk Saalburg | Blick vom Bottigtal bei Friedrichsdorf zur Gickelsburg (hinten) und zum Hesselberg (vorne) |
| Galgenkopf                                                        | 470,30                 | Westlicher Hintertaunus; NP Rhein-Taunus            | Hilgenroth, Nauroth, Dickschied                                      | RÜD                                        | HE                 | | |
| Wachtküppel                                                       | 468,50                 | Westlicher Hintertaunus; NP Rhein-Taunus            | Born, Watzhahn                                                       | RÜD                                        | HE                 | | |
| Unnerküppel                                                       | 468,40                 | Westlicher Hintertaunus                             | Lipporn, Rettershain                                                 | EMS                                        | RP                 | | |
| Kirschenhell                                                      | 466,60                 | Östlicher Hintertaunus; NP Taunus                   | Altweilnau, Neuweilnau, Oberlauken                                   | HG                                         | HE                 | | |
| Rabenkopf (Hausen vor der Höhe)                                   | 466,20                 | Westlicher Hintertaunus; NP Rhein-Taunus            | Hausen vor der Höhe                                                  | RÜD                                        | HE                 | | |
| Hörkopf (Oestrich)                                                | 466,00                 | Westlicher Hintertaunus; NP Rhein-Taunus            | Geroldstein, Oestrich                                                | RÜD                                        | HE                 | | |
| Heißer Kopf                                                       | 465,20                 | Östlicher Hintertaunus; NP Rhein-Taunus; NP Taunus  | Nieder-Oberrod, Wüstems                                              | RÜD                                        | HE                 | | Berg 'Heißer Kopf' bei Wüstems aus Richtung Nordnordost |
| Salzlackerkopf                                                    | 465,00                 | Östlicher Hintertaunus; NP Taunus                   | Dombach                                                              | LM                                         | HE                 | | |
| Butznickel (Hageschlösschen)                                      | 462,20                 | Hoher Taunus; NP Taunus                             | Ehlhalten, Schloßborn                                                | MTK, HG                                    | HE                 | stattliche Felsformationen, Hausberg von Schloßborn, nahe: Rentmauer Dattenberg                                                                       | Butznickel bei Schloßborn aus Richtung Nordost gesehen |
| Suterkopf                                                         | 461,80                 | Östlicher Hintertaunus; NP Taunus                   | Haintchen, Hasselbach                                                | LM, HG                                     | HE                 | | Teilansicht von Norden auf das Plateau des Suterkopf |
| Hesselberg (Friedrichsdorf)                                       | 461,00                 | Hoher Taunus; NP Taunus                             | Friedrichsdorf                                                       | HG                                         | HE                 | | |
| Sommerberg                                                        | 460,80                 | Östlicher Hintertaunus; NP Taunus                   | Dombach, Riedelbach                                                  | LM, HG                                     | HE                 | | Blick vom Dombachtal vorbei an namenloser Erhebung (492 m; mittig) zum Sommerberg (rechts) |
| Koberg                                                            | 460,50                 | Östlicher Hintertaunus; NP Taunus                   | Haintchen                                                            | LM                                         | HE                 | | Der Koberg (rechts), mit Haintchen |
| Burg (Burg Reichenbach)                                           | 459,10                 | Östlicher Hintertaunus; NP Rhein-Taunus             | Niederems, Reichenbach, Wüstems                                      | RÜD                                        | HE                 | Ringwall Waldems | Burg, von Nordwesten gesehen, oberhalb Reichenbachs, links am Bildrand der Berg Windhain, darüber lugen die Türme des Großen Feldbergs hervor, mittig am Horizont Kleiner Feldberg, sowie davor der Weilsberg, der nach links in den Hühnerberg übergeht, hinten rechts der Glaskopf über den Häusern von Oberems sowie wiederum darunter Wüstems |
| Schönauer Küppel                                                  | 459,00                 | Westlicher Hintertaunus; NP Rhein-Taunus            | Laufenselden                                                         | RÜD                                        | HE                 | Sendeturm | |
| Hohe Schneid                                                      | 457,40                 | Östlicher Hintertaunus; NP Taunus                   | Hundstadt, Eschbach                                                  | HG                                         | HE                 | | |
| Dachsköpfe Kleiner Dachskopf: Großer Dachskopf: (s. a. Dachskopf) | 456,60 > 442,50 456,60 | Westlicher Hintertaunus                             | Dahlheim, Dachsenhausen, Osterspai                                   | EMS                                        | RP                 | | Dachsköpfe (Großer und Kleiner Dachskopf; mittig); Hoher Wald (rechts); mit Winterwerb (links) und Miehlen (vorne) |
| Weißler Höhe (Weißlerhöhe)                                        | 456,20                 | Westlicher Hintertaunus; NP Nassau                  | Niedertiefenbach, Oberfischbach                                      | EMS                                        | RP                 | Ringwall Weißler Höhe | Blick aus Richtung Obertiefenbach über das Hasenbachtal ostnordostwärts zur Weißler Höhe (hinten); rechts am Ringmauerhang der Obertiefenbacher Weiler Spriestersbach |
| Womberg                                                           | 455,70                 | Östlicher Hintertaunus; NP Taunus                   | Cratzenbach                                                          | HG                                         | HE                 | | |
| Graueberg                                                         | 455,60                 | Hoher Taunus; NP Taunus                             | Köppern, Wehrheim                                                    | HG                                         | HE                 | | Taunus-Quarzitwerk unterhalb des Graueberg |
| Vogelskipfel                                                      | 455,20                 | Östlicher Hintertaunus; NP Rhein-Taunus             | Reichenbach, Reinborn, Steinfischbach                                | RÜD                                        | HE                 | | |
| Tannenkopf                                                        | 455,10                 | Östlicher Hintertaunus; NP Taunus                   | Hasselbach                                                           | HG                                         | HE                 | | Blick zum Tannenkopf |
| Schläferskopf                                                     | 454,20                 | Hoher Taunus; NP Rhein-Taunus                       | Klarenthal                                                           | WI                                         | HE                 | AT Kaiser-Wilhelm-Turm | Kaiser-Wilhelm-Turm auf dem Schläferskopf |
| Altkolum                                                          | 453,90                 | Östlicher Hintertaunus; NP Taunus                   | Altweilnau, Oberlauken                                               | HG                                         | HE                 | | |
| Gaulskopf (Obergladbach)                                          | 453,60                 | Westlicher Hintertaunus; NP Rhein-Taunus            | Obergladbach, Niedergladbach                                         | RÜD                                        | HE                 | | |
| Eisenberge                                                        | 451,20                 | Hoher Taunus; NP Rhein-Taunus                       | Stephanshausen                                                       | RÜD                                        | HE                 | | |
| Staufen                                                           | 451,00                 | Vordertaunus; NP Taunus                             | Kelkheim, Eppstein                                                   | MTK                                        | HE                 | Kaisertempel, Aussichtspunkt Großer Mannstein | Staufen von Ostnordost über den Häusern von Kelkheim-Fischbach |
| Wellenberg                                                        | 450,50                 | Hoher Taunus                                        | Ober-Rosbach                                                         | FB                                         | HE                 | | |
| Schorn                                                            | 450,00                 | Östlicher Hintertaunus; NP Taunus                   | Cleeberg, Espa, Weiperfelden                                         | GI, GI, LDK                                | HE                 | | |
| Spitzeberg                                                        | 449,90                 | Hoher Taunus; NP Taunus                             | Ehlhalten                                                            | MTK                                        | HE                 | | Spitzeberg über Ehlhalten, von Südwesten gesehen, hinten links der Ort Glashütten; am Horizont von links die Berge Hühnerberg, Glaskopf, Großer und Kleiner Feldberg; rechts vom Spitzeberg Altkönig, Steinkopf und Eichkopf. |
| Ringmauer                                                         | 448,90                 | Westlicher Hintertaunus; NP Nassau                  | Oberfischbach, Obertiefenbach                                        | EMS                                        | RP                 | Ringwall Ringmauer | Die Ringmauer mit Obertiefenbach (vorne) und dessen Weiler Hof Spriestersbach (mittig links) |
| Hahnberg                                                          | 446,60                 | Hoher Taunus; NP Rhein-Taunus                       | Königshofen, Niedernhausen, Naurod                                   | RÜD                                        | HE                 | Q: Aubach Q: Läusbach Q: Wickerbach | |
| Bernsterkopf                                                      | 445,20                 | Westlicher Hintertaunus; NP Rhein-Taunus            | Huppert, Laufenselden                                                | RÜD                                        | HE                 | | |
| Wehrholz                                                          | 443,40                 | Westlicher Hintertaunus; NP Nassau                  | Rettert, Holzhausen an der Haide                                     | EMS                                        | RP                 | | Wehrholz, von Holzhausen an der Haide (Südwesten) |
| Risselstein                                                       | 441,80                 | Westlicher Hintertaunus; NP Rhein-Taunus            | Bleidenstadt, Taunusstein, Watzhahn                                  | RÜD                                        | HE                 | | |
| Hoher Wald (Hohenwald)                                            | 441,10                 | Westlicher Hintertaunus                             | Dachsenhausen, Oberbachheim, Winterwerb                              | EMS                                        | RP                 | | Hoher Wald (rechts) und Dachsköpfe (mittig); mit Winterwerb (links) und Miehlen (vorne) |
| Bornberg                                                          | 441,00                 | Östlicher Hintertaunus; NP Taunus                   | Neuweilnau, Riedelbach                                               | HG                                         | HE                 | | |
| Renzenberg                                                        | 439,90                 | Östlicher Hintertaunus; NP Taunus                   | Merzhausen, Oberlauken                                               | HG                                         | HE                 | | |
| Gierauer Berg                                                     | 438,60                 | Östlicher Hintertaunus; NP Taunus                   | Hundstadt                                                            | HG                                         | HE                 | | |
| Hohes Rech                                                        | 436,30                 | Westlicher Hintertaunus; NP Rhein-Taunus            | Adolfseck, Born                                                      | RÜD                                        | HE                 | | |
| Gaulskopf (Friedrichsdorf)                                        | 434,30                 | Hoher Taunus; NP Taunus                             | Friedrichsdorf                                                       | HG                                         | HE                 | | |
| Küppel auch: Kippel                                               | 433,80                 | Hoher Taunus; NP Taunus, NP Rhein-Taunus            | Ehlhalten, Oberjosbach, Niederjosbach                                | MTK, RÜD, MTK                              | HE                 | Nordkuppe der Hammersberg genannten Erhebung | Küppel heißt die Nordkuppe (rechts) der Hammersberg genannten Erhebung |
| Dinkelstein                                                       | 432,30                 | Östlicher Hintertaunus; NP Rhein-Taunus             | Esch, Niederems                                                      | RÜD                                        | HE                 | | |
| Burgberg (Königstein)                                             | 431,20                 | Vordertaunus; NP Taunus                             | Königstein                                                           | HG                                         | HE                 | Burgruine Königstein | Königstein im Taunus mit Burgberg und Burgruine Königstein (ca. 1890–1900) |
| Geierskopf                                                        | 429,30                 | Westlicher Hintertaunus; NP Rhein-Taunus            | Kesselbach                                                           | RÜD                                        | HE                 | | |
| Breisterberg                                                      | 427,50                 | Westlicher Hintertaunus; NP Rhein-Taunus            | Görsroth                                                             | RÜD                                        | HE                 | | |
| Eichelberg (Strüth)                                               | 426,10                 | Westlicher Hintertaunus                             | Strüth                                                               | EMS                                        | RP                 | | |
| Oberhorst                                                         | 424,90                 | Westlicher Hintertaunus; NP Nassau                  | Hinterwald, Schweighausen                                            | EMS                                        | RP                 | | |
| Köhlerberg                                                        | 424,70                 | Östlicher Hintertaunus; NP Taunus                   | Cleeberg, Griedelbach, Oberwetz                                      | GI, LDK, LDK                               | HE                 | | Plateau des Köhlerbergs von Nordwesten gesehen |
| Brüler Berg                                                       | 424,20                 | Östlicher Hintertaunus; NP Taunus                   | Bodenrod, Münster, Hoch-Weisel, Espa, Weiperfelden                   | FB, FB, GI, LDK                            | HE                 | KD Ringwall | |
| Milsenberg                                                        | 421,80                 | Östlicher Hintertaunus; NP Taunus                   | Hasselbach                                                           | HG                                         | HE                 | | |
| Heinborn (Hainborn)                                               | 420,80                 | Westlicher Hintertaunus; NP Nassau                  | Dachsenhausen, Hinterwald in Braubach                                | EMS                                        | RP                 | | |
| Ergenstein                                                        | 419,70                 | Westlicher Hintertaunus                             | Schönborn                                                            | EMS                                        | RP                 | | Ergenstein (Mitte) aus Süden vom Kemeler Rücken bei Kemel; mit Windrad nahe Berghausen und Westerwald (Horizont) |
| Heiligenwald                                                      | 415,80                 | Östlicher Hintertaunus; NP Taunus                   | Dietenhausen                                                         | LM                                         | HE                 | | |
| Wolfsbusch                                                        | 415,60                 | Westlicher Hintertaunus; NP Nassau                  | Becheln                                                              | EMS                                        | RP                 | | |
| Hoheberg                                                          | 413,80                 | Östlicher Hintertaunus; NP Taunus                   | Eschbach, Usingen, Wilhelmsdorf                                      | HG                                         | HE                 | | |
| Pfingstberg                                                       | 412,30                 | Östlicher Hintertaunus; NP Taunus                   | Gemünden, Rod an der Weil, Oberlauken, Niederlauken                  | HG                                         | HE                 | | |
| Hühnerberg                                                        | 410,40                 | Westlicher Hintertaunus; NP Rhein-Taunus            | Limbach, Wallbach                                                    | RÜD                                        | HE                 | | |
| Judenkopf                                                         | 410,00                 | Vordertaunus; NP Taunus                             | Hofheim am Taunus, Lorsbach                                          | MTK                                        | HE                 | | Judenkopf vom Kaisertempel gesehen |
| Landgrafenberg                                                    | 410,00                 | Hoher Taunus; NP Taunus                             | Oberursel                                                            | HG                                         | HE                 | | |
| Hardtberg                                                         | 408,70                 | Vordertaunus; NP Taunus                             | Königstein, Mammolshain                                              | HG                                         | HE                 | AT Hardtbergturm | Hardtbergturm auf dem Hardtberg |
| Galgenkopf                                                        | 408,50                 | Östlicher Hintertaunus; NP Taunus                   | Niederlauken, Wilhelmsdorf                                           | HG                                         | HE                 | | |
| Scheid (Emmershausen)                                             | 407,70                 | Östlicher Hintertaunus; NP Taunus                   | Emmershausen                                                         | HG                                         | HE                 | | |
| Neuborn                                                           | 404,40                 | Östlicher Hintertaunus; NP Taunus                   | Merzhausen, Wilhelmsdorf                                             | HG                                         | HE                 | | |
| Heidenkopf                                                        | 404,10                 | Östlicher Hintertaunus; NP Taunus                   | Dietenhausen                                                         | LM                                         | HE                 | | |
| Rotenberg                                                         | 402,00                 | Westlicher Hintertaunus; NP Rhein-Taunus            | Burg-Hohenstein, Holzhausen ü. Aar                                   | RÜD                                        | HE                 | | |
| Stoppelberg                                                       | 401,20                 | Östlicher Hintertaunus; NP Taunus                   | Wetzlar                                                              | LDK                                        | HE                 | Höchster Berg Wetzlars | Stoppelberg mit Sendeturm |
| Sandkopf                                                          | 400,70                 | Westlicher Hintertaunus; NP Nassau                  | Berghausen, Mudershausen                                             | EMS                                        | RP                 | | |
| Pinnköppel                                                        | 399,60                 | Östlicher Hintertaunus; NP Taunus                   | Laubach, Naunstadt                                                   | HG                                         | HE                 | | |
| Horstberg                                                         | 397,90                 | Westlicher Hintertaunus                             | Auel, Bogel                                                          | EMS                                        | RP                 | | |
| Eichelberg (Weilrod)                                              | 397,10                 | Östlicher Hintertaunus; NP Taunus                   | Rod an der Weil                                                      | HG                                         | HE                 | | |
| Gaulskopf (Langenhain-Ziegenberg)                                 | 396,80                 | Östlicher Hintertaunus; NP Taunus                   | Langenhain-Ziegenberg, Friedrichsthal                                | HG, FB                                     | HE                 | OR Limes, Rk Kaisergrube, Römerturm | Römerturm auf dem Gaulskopf |
| Steinmann                                                         | 396,40                 | Westlicher Hintertaunus; NP Rhein-Taunus            | Görsroth, Wallbach                                                   | RÜD                                        | HE                 | | |
| Vier Hahnen                                                       | 395,70                 | Westlicher Hintertaunus; NP Rhein-Taunus            | Limbach, Panrod                                                      | RÜD                                        | HE                 | | |
| Eichkopf (Wernborn)                                               | 394,80                 | Östlicher Hintertaunus; NP Taunus                   | Eschbach, Wernborn                                                   | HG                                         | HE                 | | Eichkopf |
| Isberg (Heißer Kopf-Nk)                                           | 394,10                 | Östlicher Hintertaunus; NP Rhein-Taunus             | Niederems, Wüstems                                                   | RÜD                                        | HE                 | | Blick von etwas oberhalb von Wüstems nach Westsüdwest auf den Isberg, die wiesenbewachsene Erhebung im Bildmittelgrund |
| Eselskopf                                                         | 391,00                 | Taunushauptkamm; NP Rhein-Taunus                    | Niedernhausen                                                        | RÜD                                        | HE                 | | Wegweiser auf dem Gipfel |
| Galgenberg (Wehrheim)                                             | 390,80                 | Östlicher Hintertaunus; NP Taunus                   | Wehrheim                                                             | HG                                         | HE                 | | |
| Bleidenstadter Kopf                                               | 388,50                 | Hoher Taunus; NP Rhein-Taunus                       | Wiesbaden-Nordost, Bleidenstadt                                      | WI                                         | HE                 | | Gipfelbereich |
| Heidelbeerberg (Schrenzer)                                        | 384,90                 | Östlicher Hintertaunus; NP Taunus                   | Butzbach, Ebersgöns, Hausen-Oes                                      | FB                                         | HE                 | | |
| Kirchküppel                                                       | 384,40                 | Östlicher Hintertaunus; NP Taunus                   | Haintchen, Emmershausen                                              | LM                                         | HE                 | | |
| Spießberg                                                         | 382,70                 | Östlicher Hintertaunus; NP Taunus                   | Mönstadt                                                             | HG                                         | HE                 | | |
| Ohlandsburg                                                       | 380,30                 | Östlicher Hintertaunus; NP Taunus                   | Eisenbach, Schwickershausen                                          | LM                                         | HE                 | abgegangene Höhenburg, Wallanlage | |
| Rote Küppel                                                       | 377,90                 | Östlicher Hintertaunus; NP Taunus                   | Wolfenhausen, Langhecke                                              | LM                                         | HE                 | | Roter Küppel (mittig), rechts Wolfenhausen im oberen Laubusbachtal |
| Dreispitz                                                         | 377,80                 | Westlicher Hintertaunus; NP Nassau                  | Dahlheim, Kamp-Bornhofen                                             | EMS                                        | RP                 | | |
| Hünerberg (Altkönig-Nk)                                           | 375,00                 | Vordertaunus; NP Taunus                             | Kronberg, Oberhöchstadt, Schönberg                                   | HG                                         | HE                 | KD Ringwall Hünerberg, Siedlungsspuren | |
| Beuerbacher Kopf                                                  | 371,30                 | Westlicher Hintertaunus; NP Rhein-Taunus            | Bechtheim, Wallbach, Wallrabenstein                                  | RÜD                                        | HE                 | | |
| Alteberg                                                          | 370,30                 | Östlicher Hintertaunus; NP Taunus                   | Laubuseschbach, Wolfenhausen                                         | LM                                         | HE                 | | |
| Hühnerküppel                                                      | 369,30                 | Östlicher Hintertaunus; NP Taunus                   | Langenbach, Laubuseschbach, Rohnstadt                                | LM                                         | HE                 | Spuren keltischer Besiedlung | Blick von Süden zum Hühnerküppel |
| Cleebaum                                                          | 367,60                 | Östlicher Hintertaunus; NP Taunus                   | Cleeberg                                                             | GI                                         | HE                 | | |
| Hahnenkopf (Taunus) (Staufen-Nk)                                  | 361,20                 | Vordertaunus; NP Taunus                             | Kelkheim, Hofheim, Lorsbach                                          | MTK                                        | HE                 | | Hahnenkopf (Mitte), eine Nebenkuppe des Staufen (links), von Süden |
| Großer Gübel                                                      | 360,40                 | Westlicher Hintertaunus; NP Nassau                  | Rullsbach, Lahnstein, Sulzbach                                       | EMS                                        | RP                 | | |
| Galgenkopf                                                        | 358,60                 | Westlicher Hintertaunus                             | Reitzenhain                                                          | EMS                                        | RP                 | | |
| Eichelberg (Lohrheim)                                             | 355,40                 | Westlicher Hintertaunus                             | Lohrheim                                                             | EMS                                        | RP                 | | |
| Schalsberg                                                        | 352,60                 | Östlicher Hintertaunus; NP Taunus                   | Oberkleen, Vollnkirchen                                              | GI                                         | HE                 | | |
| Hasseln                                                           | 349,90                 | Westlicher Hintertaunus; NP Nassau                  | Oberwies, Schweighausen                                              | EMS                                        | RP                 | | |
| Grauenstein                                                       | 349,20                 | Östlicher Hintertaunus; NP Taunus                   | Bermbach, Laimbach                                                   | LM                                         | HE                 | | |
| Schaarheck                                                        | 340,00                 | Westlicher Hintertaunus                             | Gemmerich, Hainau                                                    | EMS                                        | RP                 | | |
| Hollandskopf                                                      | 339,10                 | Östlicher Hintertaunus; NP Taunus                   | Laimbach, Altenkirchen                                               | LM, LDK                                    | HE                 | | |
| Gebrannter Berg                                                   | 337,00                 | Östlicher Hintertaunus; NP Rhein-Taunus             | Wallbach, Wallrabenstein, Wördsdorf                                  | RÜD                                        | HE                 | | |
| Korbacher Kopf                                                    | 331,00                 | Westlicher Hintertaunus; NP Nassau                  | Bergnassau, Singhofen                                                | EMS                                        | RP                 | | |
| Stollberg                                                         | 326,40                 | Östlicher Hintertaunus; NP Taunus                   | Aulenhausen, Rohnstadt, Weilmünster                                  | LM                                         | HE                 | | |
| Kanzel                                                            | 325,90                 | Östlicher Hintertaunus; NP Taunus                   | Altenkirchen Neukirchen                                              | LDK                                        | HE                 | | |
| Galgenberg (Ohren)                                                | 322,40                 | Westlicher Hintertaunus                             | Kirberg, Ohren                                                       | LM                                         | HE                 | | |
| Steinkopf (Bad Camberg)                                           | 317,00                 | Westlicher Hintertaunus                             | Bad Camberg, Beuerbach                                               | LM                                         | HE                 | | |
| Brühlberg                                                         | 316,30                 | Östlicher Hintertaunus; NP Taunus                   | Bonbaden, Philippstein                                               | LDK                                        | HE                 | | |
| Mensfelder Kopf                                                   | 313,70                 | Limburger Becken                                    | Mensfelden                                                           | LM                                         | HE                 | Aussichtspunkt über das Limburger Becken, Haupttaunusanhöhe aus Blickrichtung Limburg, NSG Mensfelder Kopf                                            | Blick über das Plateau des Mensfelder Kopfs nach Westen |
| Lorsbacher Kopf                                                   | 308,70                 | Vordertaunus; NP Taunus                             | Hofheim, Lorsbach, Kelkheim                                          | MTK                                        | HE                 | | Berg Lorsbacher Kopf (links, 308,7 m) und Staufen (rechts, 451 m) von Osten. In der Mitte lugt über dem Pass an der Gundelhard, neben der Staufen-Nebenkuppe Hahnenkopf, (361,2 m) der Berg Judenkopf hervor. Davor befindet sich das Gewerbegebiet von Kelkheim-Münster.                                                                         |
| Galgenkopf                                                        | 302,60                 | Östlicher Hintertaunus; NP Taunus                   | Usingen                                                              | HG                                         | HE                 | | |
| Kapellenberg                                                      | 292,00                 | Vordertaunus; NP Taunus                             | Hofheim                                                              | MTK                                        | HE                 | AT Meisterturm | Blick über Hofheim zum Kapellenberg |
| Holzberg                                                          | 280,00                 | Östlicher Hintertaunus; NP Taunus                   | Friedrichsthal, Kransberg, Ziegenberg, Wernborn                      | HG, HG, FB, HG                             | HE                 | Ringwall Holzburg, Marienkapelle | Marienkapelle auf dem Holzberg |
| Bubenhäuser Höhe                                                  | 267,60                 | Vordertaunus; NP Rhein-Taunus                       | Eltville am Rhein, Martinsthal, Rauenthal                            | RÜD                                        | HE                 | Aussichtsberg mit Rundumsicht | Blick von der Großen Hub bei Eltville am Rhein nordwestwärts zur Bubenhäuser Höhe (mit dem Tempelchen); im Hintergrund die bewaldeten Dreibornsköpfe |
| Johannisberg                                                      | 264,84                 | Hoher Taunus; Wetterau                              | Bad Nauheim                                                          | FB                                         | HE                 | Volkssternwarte Wetterau | |
| Kehrerberg (Kanzel)                                               | 260,10                 | Westlicher Hintertaunus; NP Nassau                  | Obernhof, Seelbach                                                   | EMS                                        | RP                 | | |
| Galgenkopf                                                        | 258,90                 | Hoher Taunus                                        | Ockstadt                                                             | FB                                         | HE                 | | |
| Neroberg                                                          | 245,00                 | Vordertaunus; NP Rhein-Taunus                       | Wiesbaden                                                            | WI                                         | HE                 | Bergpark, Kletterwald, Nerobergbahn, Opelbad, Russisch-Orthodoxe Kirche (Wiesbaden)                                                                   | Luftbild: Neroberg mit Opelbad, russisch-orthodoxer Kirche und Häusern von Wiesbaden im Vordergrund |
| Galgenberg (Ostheim in Butzbach)                                  | 232,80                 | Wetterau                                            | Fauerbach v. d. Höhe, Ober-Mörlen, Ostheim                           | FB                                         | HE                 | | |

## Abkürzungen
Die in der Tabelle verwendeten Abkürzungen (alphabetisch sortiert) bedeuten:
Landkreise (Kfz-Kennzeichen):
- HG = Hochtaunuskreis
- LDK = Lahn-Dill-Kreis
- LM = Landkreis Limburg-Weilburg
- RÜD = Rheingau-Taunus-Kreis
- MTK = Main-Taunus-Kreis
- EMS = Rhein-Lahn-Kreis
- FB = Wetteraukreis

Kreisfreie Städte (Kfz-Kennzeichen):
- GI = Gießen
- WI = Wiesbaden

Länder (Bundesländer; ISO 3166-2):
- HE = Hessen
- RP = Rheinland-Pfalz

Sonstiges:
- > = Größer-als-Zeichen (hier: für Berghöhe, welche die angegebene Höhe (vermutlich) übersteigt)
- AT = Aussichtsturm
- FFH = Fauna-Flora-Habitat-Gebiet
- KD = Kulturdenkmal
- ND = Naturdenkmal
- Nk = Nebenkuppe
- NP = Naturpark
- NSG = Naturschutzgebiet
- OR Limes = Obergermanisch-Raetischer Limes (ORL)
- Rk = Römerkastell = Römisches Militärlager
- VCP = Verband Christlicher Pfadfinderinnen und Pfadfinder
- s. a. = siehe auch